# Madonna della Rosa (Parmigianino)

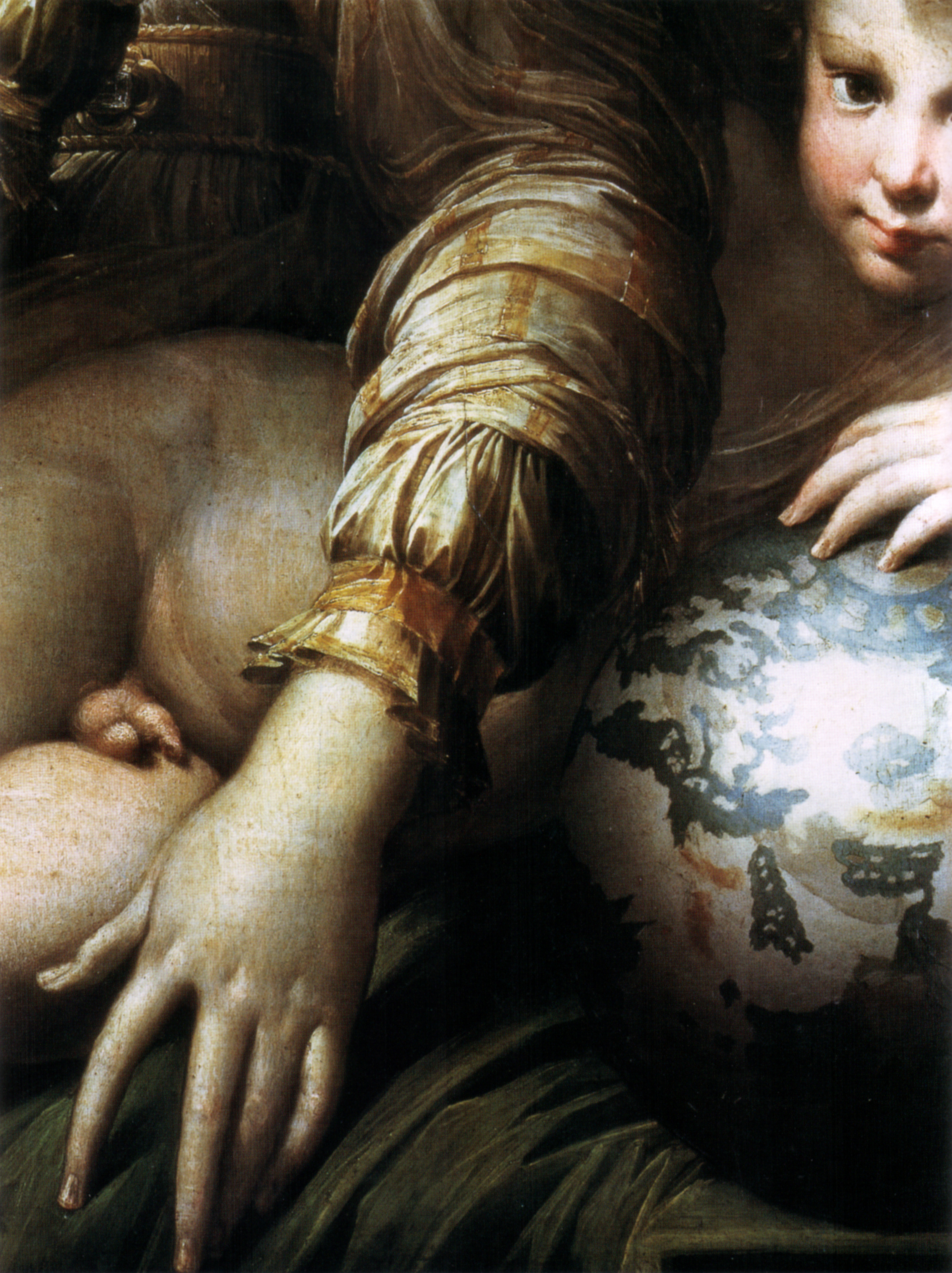
Dettaglio

La Madonna della Rosa è un dipinto a olio su tavola (109x88,5 cm) del Parmigianino, databile al 1530 e conservato nella Gemäldegalerie di Dresda. 

## Storia
L'opera era stata dipinta per Pietro Aretino, ma con l'occasione dell'arrivo di Clemente VII a Bologna, per incoronare Carlo V, venne donata al papa. Il papa si trattenne in città dal dicembre 1529 all'aprile del 1530 e l'opera si ritiene generalmente completata entro il marzo 1530, quando il Parmigianino si recava a Venezia col senatore Ludovico Carbonesi per acquistare colori per una successiva opera, la mai realizzata decorazione ad affresco della cappella di San Maurizio in San Petronio, una commissione voluta dall'imperatore in persona.
Con la partenza del Parmigianino da Bologna l'opera rimase però nelle mani di Dionigi Zani e in casa di suo figlio Bartolomeo la vide il Lamo nel 1560, che così la descrisse: «la Madonna che ha quel putino cologato in bracio col cubito sopra un mapamondo». Nel 1566 si trovava a villa Zani sulle colline di Bologna, dove la vide Doni, assieme a una collezione di antichità. 
Spetta al Cavazzoni l'invenzione del titolo con cui è nota, "Madonna della Rosa". Già a quell'epoca il valore del dipinto era notoriamente ritenuto altissimo. Scrisse il Doni che "[nemmeno] una gran coppa di scudi non la pagherebbono" ed infatti i conti Zani rifiutarono numerose, importanti proposte di acquisto, tra cui quella di Vincenzo I Gonzaga (2 febbraio 1585) o quella del cardinal Farnese, che aveva offerto quattrocento scudi. Già all'epoca di Vasari ne erano state fatte fare addirittura una cinquantina di copie, che il proprietario inviava tenendosi gelosamente l'originale. Soltanto nel 1752 il conte Paolo Zani cedette all'offerta di Federico Augusto II di Sassonia (futuro Augusto III di Polonia) cedendo il suo capolavoro per 1.350 zecchini. In seguito, per trasmissione ereditaria, il dipinto confluì a Dresda e alla sua galleria. 
Studi preparatori (Devonshire Collection, Chatsworth, nn. 775 r/v e 917b) mostrano un bambino scalciante, di una gaiezza che pare ripresa dal vivo.

## Descrizione e stile
Su uno sfondo scuro, in cui si vede una tenda rossastra arricchiata, la Madonna è ritratta seduta a mezza figura col Bambino nudo e sdraiato davanti a lei. Essa, dal volto classicamente perfetto, distende il braccio sinistro sul figlio e piega il destro a prendere la rosa che Gesù, passando da sotto, le porge. Egli, che guarda direttamente lo spettatore, sta appoggiato a uno scintillante globo terrestre e indossa al polso una braccialetto di coralli rossi, antichissimo simbolo apotropaico.
Gli abiti setosi della Madonna aderiscono al petto plissettando e aderendo con mondana eleganza, avvolgendo il corpo ed evidenziando i seni.
Già Vasari aveva colto la raffinatezza e l'eleganza di questa Madonna, dal sapore quasi pagano: «la Madonna bellissima aria, et il putto è similmente molto naturale, perciò che egli usò di far sempre nel volto de' putti una vivacità propriamente puerile, che fa conoscere certi spiriti acuti e maliziosi che hanno bene spesso i fanciulli; abbigliò ancora la Nostra Donna con modi straordinarii, vestendola d'un abito che avea le maniche di veli gialletti e quasi vergati d'oro, che nel vero avea bellissima grazia, facendo parere le carni vere e delicatissime, oltra che non si possono vedere capegli dipinti meglio lavorati». 
Anche l'Affò si accorse delle impressioni di Benigno Bossi, secondo cui il pittore aveva avuto come "primo pensier" quello di rappresentare "Venere e Cupido; [...] si raffigurano ancora le ali alle spalle del Putto, e si comprendono ceerti smanigli alle braccia e certi ornamenti al capo della Vergine, che fanno pienissima fede del pentimento del depintore, che di una Venere fece Nostra Donna, e di Cupido formò un Gesù Bambino". L'ipotesi viene smentita da tutti i disegni preparatori, ma in realtà i temi, religiosi o profani che siano, soggiacevano all'irreversibile indirizzo stilistico scelto dal Parmigianino: eleganza decorativa, preziosità formale e ricercato virtuosismo compositivo.
Se la rosa e il globo tenuti dal Bambino dovrebbero rappresentare rispettivamente la prefigurazione della Passione e la salvezza del mondo operata da Cristo, secondo l'interpretazione in chiave alchemica del Fagiolo dell'Arco la rosa, simbolo della rotondità, sarebbe la "metafora della riuscita dell'opus" e l'intera opera rappresenterebbe l'Immacolata Concezione.